# Büchel (Musikinstrument)
Der Büchel ist eine Naturtrompete und gehört nach der Tonerzeugung zu den Blechblasinstrumenten wie das verwandte Alphorn. Im Gegensatz zum Alphorn ist die meist hölzerne Röhre in drei nebeneinander liegende Sektionen gefaltet, die Länge des Instruments beträgt dadurch nur etwa 90 cm. Die akustische Länge des Rohres entspricht derjenigen eines Alphorns in gleicher Stimmung. Bei 245 cm akustischer Länge ergibt sich der Grundton C.
Beim Spielen wird das Instrument horizontal in den Händen gehalten, vergleichbar mit der Handhabe einer Trompete oder Posaune.
Im Muotatal wird der Büchel auch Trümpi genannt, wie ansonsten in der Zentralschweiz die Maultrommel heisst.
Weitere europäische Holztrompeten sind Wurzhorn in Österreich, bucium in Rumänien, fakürt in Ungarn, tramba salaska in der Slowakei, trembita in der Ukraine und in Südpolen, bazuna in Nordpolen, busen in Slowenien und lur in Schweden.